# 石渡恒夫
石渡 恒夫（いしわた つねお、1941年4月5日 - ）は日本の実業家。京浜急行電鉄社長、同社会長、日本民営鉄道協会会長、日本観光振興協会副会長等を務めた。旭日大綬章受章。

## 人物
神奈川県横須賀市出身。栄光学園中学校・高等学校を経て、1964年に一橋大学商学部を卒業し、京浜急行電鉄に入社。
1995年グループ会社の京急文庫タクシー社長に就任。同社で1996年から神奈川県初の高齢者や身体障害者に対する二十四時間の緊急通報支援サービス「あんしんネットワーク」を、ホームネット株式会社と提携し、開始させた。
京浜急行電鉄本社では経理部長等を経て、常務取締役、代表取締役専務などを務め、グループ戦略の立案などを担当し、小谷昌社長体制を支えた。2004年6月陸運及び観光関係功労者関東運輸局長表彰。
2005年京浜急行電鉄社長就任。京浜急行電鉄社長就任後は、2005年にお台場のメリディアンホテル（後のホテル グランパシフィック LE DAIBA、現グランドニッコー東京 台場）を、鉄道事業以外の過去最大級の投資額400億円で買収するなどし、企業イメージ向上に努めるほか、三浦半島横須賀市を中心に20年ぶりの大型宅地造成の再開や、若者層の集客を狙った葉山マリーナの買収、京急油壺マリンパーク地区再開発など、少子高齢化による沿線の就労就学人口の減少予測にともなう鉄道事業の先細り予測への対応として、鉄道事業中心からの脱却を進める。一方、2009年にはホテル グランパシフィック LE DAIBAへのホテル事業の集中のため、ホテルパシフィック東京の2010年9月末での営業休止を決定した。
また、2006年には、2009年の羽田空港の再拡張及び国際空港化にともなう利用者増をにらみ、羽田空港へのアクセス増強のため、300億円をかけた京急蒲田駅の立体工事化や、京急空港線の運行本数増、国際ターミナル駅新設等の実施を決定した。
2008年に京急創立110周年記念イベントを京急川崎駅で開催、京浜電気鉄道51号形電車をイメージした塗装の記念列車「京急110年の歴史ギャラリー号」を豊岡真澄以下鉄道ファンなどが見守る中公開し、「関東大震災や太平洋戦争という厳しい時代を越えて、ここまできた。川崎をはじめとした、沿線の皆さんに応援していただいたからです。」とのあいさつを述べた。その後記念列車は1年間京急大師線を走行した。2018年春の叙勲で旭日大綬章受章。

## 略歴
- 1941年4月 神奈川県横須賀市出身
- 1960年3月 栄光学園高等学校卒業(8期)
- 1964年
  - 3月 一橋大学商学部卒業
  - 4月 京浜急行電鉄株式会社 入社
- 1989年6月 京浜急行電鉄株式会社 経理部長
- 1993年6月 飯綱高原温泉開発株式会社 監査役
- 1995年
  - 5月 京急文庫タクシー株式会社 代表取締役社長 兼 有限会社京急文庫サービス代表取締役
  - 6月 京浜急行電鉄株式会社 取締役 兼 経理部 資材契約課長 兼務
- 1997年6月 株式会社ホテル京急 監査役
- 1998年6月 京浜急行電鉄株式会社 取締役 兼 経営計画室長
- 1999年6月 京浜急行電鉄株式会社 常務取締役
- 2000年
  - 6月 グループ事業室長 兼務
  - 9月 情報ビジネス企画部長 兼務
- 2001年
  - 6月 地域開発本部長 兼務
  - 12月 グループ戦略室長 兼務
- 2002年9月 株式会社葉山マリーナー 代表取締役社長
- 2003年6月 京浜急行電鉄株式会社 代表取締役専務 兼 鉄道本部長 兼 株式会社ホテル京急 取締役
- 2005年6月 京浜急行電鉄株式会社 代表取締役社長 兼 ホテルグランパシフィック（現グランドニッコー東京） 代表取締役社長
- 2007年
  - 3月 東海汽船株式会社 取締役 兼務
  - 5月 株式会社さいか屋 取締役 兼務
  - 6月 東急車輛製造株式会社 取締役 兼務
  - 6月 株式会社ぐるなび 監査役 兼務
- 2009年5月 社団法人日本民営鉄道協会副会長 兼務 社団法人神奈川経済同友会代表幹事
- 2010年
  - 3月 東急レクリエーション取締役 兼務
  - 4月 さいか屋取締役退任
- 2011年
  - 5月 日本民営鉄道協会会長に就任（2013年まで）
  - 6月 横浜新都市センター株式会社取締役 兼務
  - このほか社団法人不動産協会理事、三浦商工会議所常議員（交通運輸部会）、財団法人横浜開港150周年協会理事、交通エコロジー・モビリティ財団理事、学校法人京急学園理事、株式会社市原京急カントリークラブ理事長、財団法人日本交通文化協会理事等も務める[9]。
- 2012年 6月 日本観光振興協会副会長[10]
- 2013年 6月 京浜急行電鉄 代表取締役会長に昇格
- 2016年 神奈川経済同友会代表幹事
- 2017年 5月 神奈川県経営者協会会長[11][12]
- 2018年 4月 旭日大綬章受章
- 2021年 6月 京浜急行電鉄 代表取締役会長、日本観光振興協会副会長を退任。京浜急行電鉄　相談役。